# Rostom Abašidze
Rostom Abašidze (* 23. února 1935 Batumi) je bývalý sovětský a gruzínský zápasník – klasik.

## Sportovní kariéra
Zápasení se věnoval v rodném Batumi pod vedením Akaki Miminošviliho. Na vysokou školu šel studovat do Tbilisi, kde se ho ujal tehdy začínající trenér Giorgi Rostyjašviliho. Na řecko-římský styl se specializoval pod vedením trenéra Petre Ijordanišviliho. V sovětské mužské reprezentaci se prosazoval od roku 1957 ve váze do 87 kg. V roce 1960 jako úřadující mistr světa a sovětský mistr přišel kvůli zranění o účast na olympijských hrách v Římě. Od roku 1962 startoval v nové váze do 97 kg. V roce 1964 před mistrovstvím Sovětského svazu dostal infekční žloutenku, ale dokázal se dát dohromady a na olympijské hry v Tokiu odcestoval. V Tokiu se však nepotkal s formou úřadujícího dvojnásobného mistra světa. V úvodním kole remizoval s Jugoslávcem Petarem Cucićem a připsal o první dva klasifikační body. Další dva klasifikační body mu přibudly ve třetím kole po taktické remíze se Švédem Pelle Svenssonem. Aby se v soutěži zachránil musel ve čtvrtém kole porazit Švýcara Petera Jutzelera na lopatky. Zvítězil pouze na body a obsadil konečné 5. místo. Po skončení sportovní kariéry v druhé polovině šedesátých let se věnoval trenérské práci.

## Výsledky
| Turnaj            | 1958 | 1959 | 1960 | 1961 | 1962 | 1963 | 1964 |
| Turnaj            | 23   | 24   | 25   | 26   | 27   | 28   | 29   |
| Turnaj            | -87  | -87  | -87  | -87  | -97  | -97  | -97  |
| ----------------- | ---- | ---- | ---- | ---- | ---- | ---- | ---- |
| Olympijské hry    |      |      | —    |      |      |      | 5.   |
| Mistrovství světa | 1.   |      |      | —    | 1.   | 1.   |      |